# 清水一雄
清水 一雄（しみず かずお、1962年1月25日 - ）は、東京都出身の日本のギタリスト、作曲家、編曲家、音楽プロデューサー、ブライアン・メイ サウンド研究家である。オフィス・マキノ所属。

## 略歴
中学時代にベースを始め、ビートルズなどのコピーバンド活動を開始。高校からはクイーン、キッス、エアロスミスの影響でギターに転向。エリック・クラプトン、ジェフ・ベック、ジミー・ペイジをはじめとする三大ギタリストやビートルズ、クイーン、サンタナ、ディープ・パープル、ゲイリー・ムーアといったロックアーティスト、さらにイエスやキング・クリムゾンなどのプログレッシブ・ロックに魅了され、ギターに没頭する日々を送る。
1985年 THE TUBEのサポート・ギタリストとしてプロのキャリアを本格的にスタート。その後、数多くのアーティストのレコーディングやツアーに参加し、ギタリストとしての経験を積む。
2000年にはProve Recordsより「Pryme Tyme」をリリースしメジャーデビュー。
2001年より、絵や風景が見えるような音楽を作りたいという強い思いから演劇や舞台の音楽制作に着手。演劇集団キャラメルボックスやマキノノゾミ作品を含む多数の音楽制作に携わり、現在もその劇伴活動を続けている。
クイーンのギタリスト、ブライアン・メイの独特なサウンドと奏法に強い影響を受け、ブライアン・メイの音色の再現に情熱を注ぎ、ブライアン・メイ サウンド研究家としての活動に幅広く取り組んでいる。
また「Let’s expand the "Red Special" circle ～世界に広げようRed Specialの輪～」文字通り世界に広げるコラボレーションをYouTubeなどで展開している。

## 作品歴

### ギタリスト歴
- 「THE TUBE」にサポートギタリストとして参加(1985)
- 「少年隊」ツアー参加 (1987.1988.1990)
- 「浜田麻里」バンドに参加 (1988-1991)
- 「カジーバ」参加 (1991) ※サポートギタリスト
- 「鈴木彩子バンド」参加 (1991.1996.1997)
- 「MIEI」ライブに参加 (1991)
- 「伊東たけしグループ」に参加。(1992)
- 「To Be Continued」(1993-1996、1999)
- 「観月ありさ」ツアー参加 (1994-1995)
- 「大事MANブラザーズバンド」(1994)
- 「露崎春女」(1995、1997)
- 「Favorite Blue」(1997〜2000)
- 「Groovy Boyfriends」(1997-1999)
- 「Pryme Tyme」(1998-2004)
- 「Face 2 fAKE」の参加 (1999-)
- Prove RecordsよりCD「Pryme Tyme」をリリース (2000)
- 「RX with ジョン・ウェットン」ロンドンライブに参加 (2001)
- 「野口五郎」バンドに参加 (2001〜2017)
- 「梁邦彦」バンドに参加 (2003、2011)
- 「女子十二楽坊」ライブに参加 (2004、日本武道館)
- 「ビビアン・スー」ライブ参加 (2004)
- 「La Euro」見岳章、藤井章司が中心になり結成されたバンドに参加。 (2004)
- FLASH RECORDSより「La Euro/Time」発売。(2004年4月)
- 「ATEETA」バンドに参加、台湾などで行われたライブに出演 (2009)
- 「あぁ、MAGICから30年!」(2011) ※T-SQUAREメンバーと共に参加
- 増田恵子ライブに参加（2014年12月〜2015年1月）
- 作曲家森正明プロデュース「スーパーサルナンデスfeat. 谷本賢一郎」に参加。CD『転職ヒエラルキー』リリース（2016）
- GINZA Lounge ZEROをホームベースにライブ展開中（2016〜）
- CHATAUQUA 釈灯歌　山際祥子(Vo)　高橋圭一(Ag)　清水一雄(Ag)（2016年11月〜2019年1月）
- 妃海風 Concert2017 Magic!（2017）
- 「ブライアン・メイ・サウンドメイキング・セミナー」開催（2018年8月〜）
- MUSIC LIFE CLUB presents ALIVE!~For MUSIC LIFE Lovers~始動（2019年1月〜）
- クイーン・トリビュートバンド「Queeness」参加（2019年1月〜）
- ソロアルバム「Red Special - Queen Tribute Guitar Orchestration -」配信開始（2020年1月14日）
- 250musicより、清水作品集の配信開始（2020年3月24日）
- ソロシングル「Red Special2」250musicより配信開始（2020年8月）
- THE清麿 シングル250musicより配信開始（2020年8月）
- ソロアルバム「Autumn Colors」250musicより配信開始（2020年11月）
- To Be Continued再始動第1弾「君だけを見ていた (2021 version) 」ギターでレコーディング参加（2021年6月23日配信開始）
- ソロアルバム「Aquarius」（2022年1月 配信開始）
- THE RED SPECIAL GUITAR MEETUP Japan 2022「Let’s expand the circle of “Red Special”」開催（2022年6月〜）
- KROSS vol.1-kpop masterz-2023年1月2日ナゴヤドーム
- 「Thank God It's Christmas」A Kind Of Magic-Queen Tribute Band-（2023年11月24日配信開始）
- KROSS vol.3　2024年1月2日バンテリンドームナゴヤ
- 「A Kind Of Magic」A Kind Of Magic-Queen Tribute Band-（2024年1月24日配信開始）
- 「RED SPECIAL CHRISTMAS GUITAR ORCHESTRATION」KAZUO SHIMIZU & SHINYA IGUCHI（2024年11月22日配信開始）

### アニメ・TV・舞台
- 演劇集団キャラメルボックス
- 「Mr. MOONLIGHT」(2001)
- 「アンフォゲッタブル」(2002)
- 「賢治島探検記」(2002)
- 「ナツヤスミ語辞典」(2003)
- 「進め!ニホンゴ警備隊」(2003)
- 「我が名は虹」(2004)
- 「ヒトミ」(2004)
- 「ブラック・フラッグ・ブルース」(2004)
- 「SKIP」(2004)
- 「truth」(2005)
- 「広くてすてきな宇宙じゃないか」(2005)
- 「僕のポケットは星でいっぱい」(2005)
- 「スケッチブック・ボイジャー」(2005)
- 「Dr.TV〜汐留テレビ緊急救命室」(2005)
- 「俺たちは志士じゃない2006」(2006)
- 「雨と夢のあとに」(2006)
- 「極楽トンボの終わらない明日」(2006)
- 「少年ラヂオ」(2006)
- 「サボテンの花」(2007)
- 「まつさをな」(2007)
- 「カレッジ・オブ・ザ・ウィンド」(2007)
- 「トリツカレ男」(2007)
- 「ハックルベリーにさよならを」(2008)
- 「嵐になるまで待って」(2008)
- 「君の心臓の鼓動が聞こえる場所」(2008)
- 「光の帝国」(2009)
- 「サンタクロースが歌ってくれた」(2010)
- 「河旋律」(2011)
- 「トリツカレ男」(2012)
- 「嵐になるまで待って」(2016)
- 「SKIP」(2017)
- 「ナツヤスミ語辞典」(2019)
- 「サンタクロースが歌ってくれた」(2021)
- テレビ朝日金曜ナイトドラマ「てるてるあした」(2006)
- 日本テレビ放送網「ズームイン!!サタデー」オープニングテーマ・お天気コーナー・エンディング (2006)
- 劇団M.O.P.「エンジェル・アイズ」(2007)
- アニメ「まっくららんどのホネイヌくん」(2008)
- 羽場裕一主演舞台「Live,Love,Drive.死神の精度」(2009)
- 「ペリクリーズ」(2010)※デビューアルバム・プロデュース
- ペリクリーズ「ラスト・ペリクリーズ」(2012)※プロデュース
- 黒木瞳主演舞台「取り立てやお春」演出：マキノノゾミ (2010、明治座・松竹座・御園座)
- 中村獅童主演 舞台「淋しいのはお前だけじゃない」演出：マキノノゾミ (2011、＠赤坂ACTシアター)
- 川島なお美主演 舞台「秘祭」(2011、全労済ホールスペース・ゼロ)
- 絵本演劇ユニットBooWhoWool「おれたちともだち」(2012)
- 高橋克典・坂口憲二主演舞台「十三人の刺客」演出：マキノノゾミ (2012,＠赤坂ACTシアター)
- Dance Live Reach vol.16〜Green Diamonds〜 (2012)
- 絵本演劇ユニットBOO WHO WOOL「おれたちともだち その2」(2013)
- 第三回公演「こんにちはアンデルセンさん」(2014,＠WATERRAS COMMON)
- 第五回公演「ぐりっぐるっぐらっ」(2017,＠SPACE梟門
- 佐々木蔵之介主演舞台「非常の人何ぞ非常に」演出：マキノノゾミ (2013,＠PARCO劇場)
- 藤山直美主演舞台「母をたずねて膝栗毛」演出/マキノノゾミ(2014,新橋演舞場・大阪松竹座)
- 現代能楽集VIII「道玄坂綺譚」演出/マキノノゾミ(2015,＠世田谷パブリックシアター)
- Clione Compilation Reading Volume III「Rain men in Noel 雨男たちのクリスマス」                                      作/本田誠人　演出/古川貴義(2017,＠初台DOORS)
- WHO'S TERRACE PRODUCE　vol.1「LOST PIANO CHILDREN」～失われたピアノの子供たち～                   脚/真柴あずき　演出/石川寛美(2018)
- 大人の絵本- BOO WHO WOOL 音楽隊『つきよのさんぽ』清水一雄(音楽)＋加藤タカ(イラスト)＋石川寛美(語り)(2018,＠GINZA Lounge ZERO)
- WHO'S TERRACE プロデュース　VOL.2『ヒトミ』HITOMI　脚本／成井豊＋真柴あずき（キャラメルボックス）  演出／白坂恵都子(2019)
- ミュージカル「ロカビリー☆ジャック」＠日比谷シアタークリエ(2019)
- 「ウェールズの赤竜～アーサー王伝説～」(2020/8/19～8/24＠新宿シアターサンモール)
- 「広くてすてきな宇宙じゃないか」キャラメルボックス俳優教室実践科　                                                    2020年度中間公演(2020/9/30～10/4＠オメガ東京
- Magic Hour Labo　配信ドラマ「by-by」 音楽・出演(2021)
- 「ハックルベリーにさよならを」キャラメルボックス俳優教室実践科2021年度中間公演　                                   ＠Theater STAR FIELD(2021)
- アナタを幸せにする世界の伝説シリーズvol.2「霧の中のノスフェラトゥ～ドラキュラ伝説～」                              脚本/鈴木哲也　演出/村上大樹＠シアターサンモール(2021)
- 「Kiss Me You ～がんばったシンプー達へ～」＠シアターサンモール(2021)
- Makino Play vol.2 「モンローによろしく」作・演出マキノノゾミ(2022/2/3～2/13)＠座・高円寺1
- 「SIR ROME-サロメ-ローマと呼ばれた男」(2022/9/8〜11)＠名古屋市千種文化小劇場(ちくさ座)
- キャラメルボックス俳優教室プロデュース『BREATH』(2022/9/14〜19)＠新宿スターフィールド
- アナタを幸せにする世界の伝説シリーズvol.3『ジェヴォーダンの怪物〜狼男伝説〜』(2022/10/20〜23)              ＠こくみん共済 coop ホール＠スペース・ゼロ
- アナタを幸せにする世界の伝説シリーズvol.4「The Dawn of The Ragnarok～異聞・北欧神話～」                      脚本/鈴木哲也　演出/山崎彬(2023/9/16〜24)＠シアターサンモール
- WHO’S TERRACE×BOO WHO WOOL vol.5「終わらない歌」脚本　真柴あずき　演出　石川寛美                  2024年8月28日（水）〜9月1日（日）

### レコーディング参加歴
R.A.M,青色7,ATEETA,嵐,EXILE,Full Of Harmony,M.K.with LIPS,ELIKA,恵比寿マスカッツ,勘解由友見,嘉門タツオ,河邉千恵子,KinKi Kids,Coo,五島美佳,後藤真希,小橋堅次,西城秀樹,佐田真由美,佐藤竹善,ZABADAK,ジェニファー,ジャニーズJr.,19,SMAP,椿,To Be Continued,中澤裕子,中村あゆみ,中村俊介,野口五郎,B☆KOOL,V6,Foxxi misQ,BoA,増田恵子,松田弘,メロン記念日,森進一,Love Connection,ルルティア

### 雑誌
- 「YOUNG GUITAR 2016年9月号」★DVD連動：B.M.流ギターの美学を映像付で解説
- 「YOUNG GUITAR 2024年2月号」★［PART-2］清水一雄と探るブライアン・メイ・サウンドの秘密
- 「ギター・マガジン 2024年3月号」★ブライアン・メイ、5つの神器。 ナビゲーター：伊集院香崇尊（Kz Guitar Works）× 清水一雄（QUEENESS）